# Лебедев, Фёдор Михайлович
Фёдор Михайлович Лебедев (1923—1991) — полковник Советской Армии, участник Великой Отечественной войны, Герой Советского Союза (1945).

## Биография
Фёдор Лебедев родился 26 января 1923 года в деревне Бородино (ныне — Дмитровский район Московской области). Окончил семь классов школы и два курса Московского кооперативного техникума, занимался в аэроклубе. В 1939 году Лебедев был призван на службу в Рабоче-крестьянскую Красную Армию. В 1940 году он окончил Качинскую военную авиационную школу пилотов. С июня 1941 года — на фронтах Великой Отечественной войны.
К маю 1945 года майор Фёдор Лебедев командовал эскадрильей 482-го истребительного авиаполка 322-й истребительной авиадивизии 2-го истребительного авиакорпуса 2-й воздушной армии 1-го Украинского фронта. К тому времени он совершил 351 боевой вылет, принял участие в 36 воздушных боях, сбив 15 вражеских самолётов лично и ещё 2 — в составе группы.
Указом Президиума Верховного Совета СССР от 27 июня 1945 года за «образцовое выполнение боевых заданий командования на фронте борьбы с немецкими захватчиками и проявленные при этом мужество и героизм» майор Фёдор Лебедев был удостоен высокого звания Героя Советского Союза с вручением ордена Ленина и медали «Золотая Звезда» за номером 6056.
После окончания войны Лебедев продолжил службу в Советской Армии. В 1953 году он окончил Военную академию имени Фрунзе. В 1960 году в звании полковника Лебедев был уволен в запас. Проживал в городе Мытищи Московской области, работал старшим инженером в Госснабе. Умер 15 февраля 1991 года, похоронен на Троекуровском кладбище Москвы.
Был также награждён двумя орденами Красного Знамени, орденами Александра Невского, Отечественной войны 1-й и 2-й степеней, Красной Звезды, рядом медалей и иностранным орденом.